# Johann Joachim Spalding
Johann Joachim Spalding (Tribsees, 1714 – Berlino, 1804) è stato un teologo tedesco.
Nel 1749 divenne pastore a Lassahn, ma poco dopo ottenne la parrocchia di Barth, ove fu dotto insegnante di Johann Kaspar Lavater.
Diventato prevosto e (1764) consigliere concistoriale a Berlino, fu uno dei massimi teologi evangelici nella capitale tedesca della seconda metà del XVIII secolo.
Fondò la corrente teologica cosiddetta neologia, che traeva elementi sia dal deismo inglese (es. Peter Annet) sia dal lavoro di Christian Wolff.
Dopo un'aspra polemica con Johann Gottfried Herder dovette lasciare l'ufficio di predicatore, ma mantenne a vita quello di consigliere.

## Opere
- Gedanken über den Werth der Gefühle in dem Christenthum
- Über die Nutzbarkeit des Predigtamtes und deren Beförderung
- Vertraute Briefe, die Religion betreffend
- Religion, eine Angelegenheit des Menschen